# Kroppa Jernvägs- och Sjö-transports-Actie-Bolag
| Streckenlänge: | 9 km               |                              |                              |
| Spurweite: | 693 / 792 / 802 mm |                              |                              |
| |                    |                              |                              |
| \| \| \| Fähre über den See Yngen \| \| \| \| 0,0 \| Gammalkroppa \| Gammalkroppa \| \| \| 9,0 \| Nykroppa \| Nykroppa \| \| \| \| Fähre über den See Östersjön \| \| |                    |                              |                              |
| Eisenbahnfähre (Strecke außer Betrieb) |                    | Fähre über den See Yngen     | Fähre über den See Yngen     |
| Betriebs-/Güterbahnhof Streckenanfang (Strecke außer Betrieb) | 0,0                | Gammalkroppa                 | Gammalkroppa                 |
| Betriebs-/Güterbahnhof Streckenende (Strecke außer Betrieb) | 9,0                | Nykroppa                     | Nykroppa                     |
| Eisenbahnfähre (Strecke außer Betrieb) |                    | Fähre über den See Östersjön | Fähre über den See Östersjön |

Die 1855 gegründete schwedische Bahngesellschaft Kroppa Jernvägs- och Sjö-transports-Actie-Bolag, auch Kroppabanen genannt, unterhielt einen Teil der Verkehrsverbindungen (schwedisch Kommunikationsled), die aus kurzen Bahnstrecken sowie Schifffahrtswegen über Binnenseen und durch Kanäle bestanden, um den Transport von Erz und Erzerzeugnissen zwischen Kristinehamn und der Bergwerksregion um Filipstad in Värmlands län zu ermöglichen. Die der Gesellschaft gehörende Bahnstrecke überbrückte den Landweg zwischen Gammalkroppa am See Yngen und Nykroppa am Östersjön.

## Geschichte
Der größte Erzlieferant der Region waren die Minen bei Persberg. Ein weiterer Teil des Erzes kam aus dem Sundgrubenfeld südlich von Gammalkroppa und weiteren kleineren Gruben in der Nähe. Von Persberg hatte man den günstigen, etwa sechs Kilometer langen Seeweg über den Yngen zur Verfügung, über den Erz und Roheisen im Sommer mit Lastkähnen gebracht wurde. Im Winter wurde der Transport mit Schlitten über den zugefrorenen See durchgeführt.
Am Südufer, in Gammalkroppa, erfolgte die Umladung auf Pferdefuhrwerke. Deshalb wurde 1853 eine schmalspurige Pferdebahn mit der Spurweite von 693 mm zwischen Gammalkroppa und Nykroppa errichtet, um den Transport zu vereinfachen. Später wurde die Spurweite auf 792 mm verbreitert.
1869 wurde für Kroppabanan eine Dampflokomotive, CHARLES IX geliefert. Am 1. Oktober 1869 wurde der Pferdebahnbetrieb eingestellt und der Lokomotivbetrieb aufgenommen.
Die Spurweite der Strecke wurde 1871 von 792 mm auf 802 mm verbreitert. Deshalb musste die Dampflokomotive durch eine gleichartige Maschine mit breiterer Spur ersetzt werden.
In Gammalkroppa wurde unweit vom Kai ein zweiständiger Lokschuppen mit Unterkünften für das Personal errichtet.
Die Bahnstrecke wurde zu Beginn der 1870er Jahre von Östra Värmlands järnvägsaktiebolag erworben, die 1873 eine Konzession für eine durchgängige Normalspurstrecke von Kristinehamn nach Persberg erhielt und diese Strecke abschnittsweise erbaute. Die Strecke wurde teilweise auf dem Planum der Kroppa Järnväg errichtet.

## Triebfahrzeuge
| Nummer | Name       | Bauart    | Achsfolge | Hersteller                                     | Fabr.-Nr./ Baujahr | Besonderes |
| ------ | ---------- | --------- | --------- | ---------------------------------------------- | ------------------ | --- |
|        | CHARLES IX | Tenderlok | B 2       | Kristinehamns Mekaniska Verkstad, Kristinehamn | 2/ 1869            | 1872 als Baulok an Vikern–Möckelns järnvägsaktiebolag, WMJ, 1873 Umbau in B 1 t und Spurweite 891 mm, Abgabe an Hjo–Stenstorps Järnväg (HSJ), Nr. 1; 1892 nach Hellekis; 1909 an Lidköpings Sockerfabrik, 1929 ausgemustert |
|        | CHARLES IX | Tenderlok | B 2       | Kristinehamns Mekaniska Verkstad, Kristinehamn | 3/ 1871            | 1877 an Hällefors–Fredriksbergs Järnväg, HFJ 3 SÄFSNÄS, 1916 an Hällefors bruk, 1937 ausgemustert |